# 연지해
연지해(본명: 박보영, 1992년 5월 23일 ~ )는 대한민국의 배우이다.

## 출연

### 영화
- 2014년 《일대일》... 납치여고생 역
- 2014년 《아귀》
- 2015년 《여름의 끝자락》
- 2015년 《한 끼》